# 西尧观音殿
西尧观音殿，位于山西省晋城市陵川县礼义镇西尧村。

## 保护
2020年7月，西尧观音殿公布为第二批陵川县文物保护单位，编号2-15。2021年8月4日，西尧观音殿公布为第六批山西省文物保护单位，古建筑类，编号6-224。